# Colegio San Bartolomé La Merced
El Colegio San Bartolomé La Merced es un colegio ubicado en el barrio La Merced de Bogotá, Colombia. Inspirado en la espiritualidad Ignaciana, fue fundado en febrero de 1941. Es un colegio de carácter confesional, inscrito dentro del calendario B. 
Los estudiantes de este respetado colegio han sido aceptados en varias de las universidades más prestigiosas a nivel nacional e internacional. Los alumnos continúan sus carreras en todo el mundo, perteneciendo a empresas internacionales o trabajando en puestos de responsabilidad en el estado de Colombia. Otros son profesores, grandes investigadores y artistas cuyo talento ha honrado a Colombia. 
Los terrenos de la finca "La Merced" en 1938 fueron cuna del equipo de fútbol Millonarios Fútbol Club.
El Colegio forma parte de la Organización Uncoli (Unión de colegios internacionales), la cual es una organización de 25 colegios internacionales en Bogotá que desarrolla actividades artísticas, culturales y deportivas. Los colegios pertenecientes a Uncoli participan en todas las actividades, ya sea en la organización de los torneos deportivos, como en los encuentros artísticos y culturales. Los vínculos entre estos colegios se remontan a varias décadas.

## Historia
Para la década del 30, los jesuitas establecidos en Colombia atravesaban una difícil situación económica y administrativa del Colegio Nacional de San Bartolomé, el cual había sido fundado por el Arzobispo de Bogotá Bartolomé Lobo Guerrero el 27 de septiembre de 1604; obra educativa que era administrada por la nación, para lo cual temían que el colegio fuera a quedar en manos del gobierno nacional de la época.
Como la situación era tan grave, los jesuitas decidieron construir un claustro con altos estándares ubicado en la Finca La Merced; para llegar a solventar un posible traslado del claustro de la Plaza de Bolívar, dicha construcción comenzó a funcionar desde febrero de 1941 como el Colegio San Bartolomé La Merced, dando como resultado dos grandes obras educativas jesuitas ubicadas en Santafé de Bogotá (Colegio Mayor de San Bartolomé (Bogotá) y el Colegio San Bartolomé La Merced), dando la pauta en la formación Ignaciana en Colombia.

## Aspectos Académicos
El colegio ofrece educación preescolar, primaria, secundaria y bachillerato del más alto nivel dentro del mismo campus. Sus programas educativos proporcionan, durante todo el año, educación básica en electivas y optativas. Además, la escuela se asocia con otras instituciones para ofrecer programas de Inglés como Segundo Idioma (ESL) en el extranjero. Los destinos han incluido Estados Unidos, Canadá, Inglaterra, Nueva Zelanda, e Irlanda.
Está catalogado por el Ranking Col-Sapiens (2019) como uno de los veinte (20) mejores colegios del país, demostrando estar en la más alta categoría por su excelente desempeño académico, y sus certificaciones y acreditaciones de calidad e internacionalización.

## Alumnos Destacados
- P. Juan Pablo González,Sacerdote Jesuita, especialista en educación
- Fernando Panesso Serna, político y administrador público, exgobernador de Antioquia.
- Fernando Hinestrosa Forero, abogado, magistrado de la Corte Suprema de Justicia, y rector de la Universidad Externado.
- Hernán Peláez, locutor, periodista y exdirector de La Luciérnaga.
- Gustavo Gómez Córdoba, escritor, periodista y director de La Luciérnaga.
- Julio Reyes Copello, productor, pianista y compositor.
- Julián Arturo, antropólogo de la Universidad de los Andes y docente de la Universidad Nacional.
- Adolfo Carvajal, expresidente de Carvajal S.A y ex embajador de Colombia en Francia.[4][5]
- Lorenzo García, industrial.
- Enrique Luque Carulla Archivado el 16 de octubre de 2019 en Wayback Machine., emprendedor y empresario, exdueño y presidente del supermercado de cadena colombiano, Carulla.

: Juan David Vargas
- Fernando Londoño Hoyos, político, exministro de Interior y Justicia.
- Juan Camilo Restrepo, político, exministro de Agricultura y Hacienda
- Carlos Eduardo Ronderos Torres Archivado el 16 de octubre de 2019 en Wayback Machine., empresario y político, exministro de Comercio Exterior.
- Guillermo Fernández de Soto, político y diplomático, exministro de Relaciones Exteriores y Embajador de Colombia ante la ONU.
- Anibal Fernández de Soto, político, exalcalde de Bogotá.
- Augusto Ramirez Ocampo, político, exalcalde de Bogotá y ministro de Relaciones Exteriores.
- Salomón Hakim, médico, profesor e investigador.
- Rene Van Hissenhoven, geólogo.
- Rodrigo Losada Lora, politólogo.
- José Fernando Neira, periodista.
- Julio Sánchez Cristo, periodista y locutor.
- Felipe Zuleta Lleras, periodista.
- Roberto Suárez Franco, abogado.
- Rodrigo Noguera Calderón, abogado.
- Ernesto Barrera Duque, administrador y abogado
- Diego López Medina, abogado, filósofo, profesor de la Universidad de los Andes, juez de la corte Inter-Americana de Derechos Humanos.
- Antonio Barreto, profesor de derecho en la Universidad de los Andes.
- Aquiles Arrieta, abogado, filósofo, magistrado de la Corte Suprema.
- Sebastián Rodríguez Alarcón, abogado internacional de derechos humanos.
- Miguel García Sánchez, politólogo, director del departamento de Ciencia Política y Estudios Globales de la Universidad de los Andes.
- Nicolás del Castillo Mathieu, abogado, economista, historiador.
- Jaime Herrera Pontón, médico.
- Jaime Pastrana Arango, médico.
- Alejandro Martinez, actor y cantante.
- Nicolás Montero, actor.
- Héctor Osuna, artista.
- Luis Ernesto Lobo-Guerrero, profesor en la Universidad de Groninga (Holanda).
- Juan Diego Soler, astrofísico en el Instituto Italiano de Astrofísica (INAF).
- Mario Andrés Salazar, biólogo en el Ozcan Laboratory (Boston Children's Hospital, Harvard Medical School).
- Diego Saénz, Comunicador social, locutor en la emisora "Los 40 Colombia", presentador de diversos realitys y programas en televisión.